# Писторф
Писторф (нем. Pistorf) — коммуна (нем. Gemeinde) в Австрии, в федеральной земле Штирия. 
Входит в состав округа Лайбниц.  Население составляет 1461 человек (на 31 декабря 2005 года). Занимает площадь 13,57 км². Официальный код  —  61026.

## Политическая ситуация
Бургомистр коммуны — Франц Коллер (АНП) по результатам выборов 2005 года.
Совет представителей коммуны (нем. Gemeinderat) состоит из 15 мест.
- АНП занимает 6 мест.
- СДПА занимает 6 мест.
- местный список: 3 места.